# Everything Will Be Alright in the End
Everything Will Be Alright in the End là album phòng thu thứ chín của ban nhạc alternative rock người Mỹ Weezer, phát hành ngày 7 tháng 10 năm 2014. Nó là album thứ ba của Weezer album được sản xuất bởi Ric Ocasek, người từng sản xuất album đầu tay và album lục (2001), và là album đầu tiên phát hành qua Republic Records.
Everything Will Be Alright in the End rời khỏi các sản phẩm pop điện tử của hai album trước, Raditude và Hurley, trở về thứ âm nhạc làm nhớ lại các album đầu. Lời bài hát kể về các mối quan hệ giữa Rivers Cuomo với bố, phụ nữ và người hâm mộ.
Album nhận được đánh giá tích cực, trở thành album được đánh giá tốt nhất của Weezer từ Pinkerton (1996). Đây là album thứ năm của Weezer đạt top 5 trên Billboard 200, nó bán được 34,000 bản trong tuần đầu.

## Tiếp nhận

### Tiếp nhận đánh giá
| Đánh giá chuyên môn  | Đánh giá chuyên môn |
| Điểm trung bình      | Điểm trung bình     |
| Nguồn                | Đánh giá            |
| -------------------- | ------------------- |
| Metacritic           | 77/100              |
| Nguồn đánh giá       |                     |
| Nguồn                | Đánh giá            |
| AllMusic             | [ 4 ]               |
| Alternative Press    | [ 5 ]               |
| The A.V. Club        | B                   |
| Billboard            | [ 7 ]               |
| Consequence of Sound | A-                  |
| Drowned in Sound     | 6/10                |
| NME                  | 7/10                |
| Rock Sound           | 7/10                |
| Rolling Stone        | [ 12 ]              |
| Sputnikmusic         | 3.7/5               |

Theo trang Metacritic, Everything Will Be Alright in the End nhận được điểm trung bình 77/100 dựa trên 33 bài đánh giá. Stephen Thomas Erlewine của AllMusic cho rằng "Weezer làm một loại rock thô, đầy hook không chỉ vì đó là điều người hâm mộ muốn và còn vì họ biết đó là điều họ làm tốt nhất", và chỉ ra các bài hát nổi bật "The British Are Coming", "Ain't Got Nobody", "Cleopatra" và "Go Away". Scott Heisel của Alternative Press bình luận rằng "có lẽ không phải album hay nhất của Weezer, nhưng về phần nhiều là album hoàn hảo của Weezer, ít nhất là bây giờ." Heisel chỉ ra các chỗ mạo hiểm trong album album, như sự thay đổi luân phiên giữa nhịp 5/4 và 4/4 trong "Cleopatra", nhưng cuối cùng vẫn mang lại cảm giác "tuyệt như ở nhà". Tại Billboard, Jillian Mapes cho rằng nó là album hay nhất từ Maladroit, ghi "một nhúm các bài hát nằm rải rác với các phép ẩn dụ tồi cho thấy sự thiếu cá tính trong cách viết lời của Cuomo hậu Pinkerton, mặc dù được bù đắp bằng vài bản nhạc chất lượng"
Cây viết Dan Caffrey của Consequence of Sound ghi rằng "Everything Will Be Alright in the End không đưa chúng ta về những ngày xưa của Weezer — nó báo cho ta biết về tương lai của họ. Và lần đầu tiên, nó trông khá tươi sáng." Mischa Pearlman của NME viết "Nó không phải Pinkerton, nhưng Weezer, cuối cùng, đã trở lại đường đua." Pearlman cho rằng "Foolish Father", "Lonely Girl", "Go Away" và "The Futurescope Trilogy" là các bài hay nhất. Caryn Ganz của Rolling Stone bình luận "tinh thần hòa giải rất mạnh trong Everything Will Be Alright in the End." Ganz cũng ghi "Các bài hát là giao kèo của Weezer với thính giả của họ".

### Thương mại
Everything Will Be Alright in the End xuất hiện ở vị trí số năm trên bảng xếp hạng Billboard 200 với 34,000 bản, là top 5 thứ năm của Weezer, cũng như top 10 thứ bảy. Album xuất hiện trên Canadian Albums Chart ở vị trí số mười, bán được 3,500 bản.

## Danh sách bài hát
| STT | Nhan đề                                          | Sáng tác                          | Thời lượng |
| --- | ------------------------------------------------ | --------------------------------- | ---------- |
| 1.  | "Ain't Got Nobody"                               | Rivers Cuomo                      | 3:21       |
| 2.  | "Back to the Shack"                              | Cuomo, Jacob Kasher               | 3:05       |
| 3.  | "Eulogy for a Rock Band"                         | Cuomo, Daniel Brummel, Ryen Slegr | 3:25       |
| 4.  | "Lonely Girl"                                    | Cuomo, Joshua Berman Alexander    | 2:49       |
| 5.  | "I've Had It Up to Here"                         | Cuomo, Justin Hawkins             | 2:49       |
| 6.  | "The British Are Coming"                         | Cuomo                             | 4:08       |
| 7.  | "Da Vinci"                                       | Cuomo, Joshua Berman Alexander    | 4:05       |
| 8.  | "Go Away"                                        | Cuomo, Bethany Cosentino          | 3:13       |
| 9.  | "Cleopatra"                                      | Cuomo                             | 3:11       |
| 10. | "Foolish Father"                                 | Cuomo, Patrick Stickles           | 4:31       |
| 11. | "The Futurescope Trilogy: I. The Waste Land"     | Cuomo                             | 1:56       |
| 12. | "The Futurescope Trilogy: II. Anonymous"         | Cuomo                             | 3:19       |
| 13. | "The Futurescope Trilogy: III. Return to Ithaka" | Cuomo                             | 2:17       |

## Thành phần tham gia
| Weezer - Brian Bell - guitar, hát phụ, bàn phím, synth - Rivers Cuomo - guitar, hát chính, bàn phím, synth, piano - Scott Shriner - bass guitar, hát phụ, bàn phím - Patrick Wilson - trống, hát phụ, bộ gõ Nghệ sĩ khác - Daniel Brummel - bàn phím và piano trong "Eulogy For a Rock Band" - Bethany Cosentino - hát phụ trong "Go Away" - Bobb Bruno - guitar trong "Go Away" - Patrick Stickles - guitar trong "Foolish Father" | Sản xuất - Ric Ocasek - sản xuất - Samuel Bell - kỉ thuật - Shawn Everett - sản xuất và kỹ thuật phụ - Chris Owens - trợ lý kỹ thuật - Vanessa Wormer - trợ lý kỹ thuật - Alex Williams - trợ lý kỹ thuật - Tom Lord-Alge - phối khí - Eddie Rendini - trợ lý kỹ thuật phối khí - Ted Jensen - chỉ đạo |

## Bảng xếp hạng
| BXH (2014)                               | Vị trí cao nhất |
| ---------------------------------------- | --------------- |
| Album Úc (ARIA)                          | 45              |
| Album Bỉ (Ultratop Vlaanderen)           | 166             |
| Album Bỉ (Ultratop Wallonie)             | 107             |
| Album Canada (Billboard)                 | 10              |
| Album Pháp (SNEP)                        | 138             |
| Album Đức (Offizielle Top 100)           | 95              |
| Album New Zealand (RMNZ)                 | 33              |
| Album Thụy Sĩ (Schweizer Hitparade)      | 57              |
| Album Anh Quốc (OCC)                     | 37              |
| Album Hoa Kỳ Billboard 200               | 5               |
| Album Hoa Kỳ Top Alternative (Billboard) | 2               |
| Album Hoa Kỳ Top Rock (Billboard)        | 2               |